# Shebaa-boerderijen

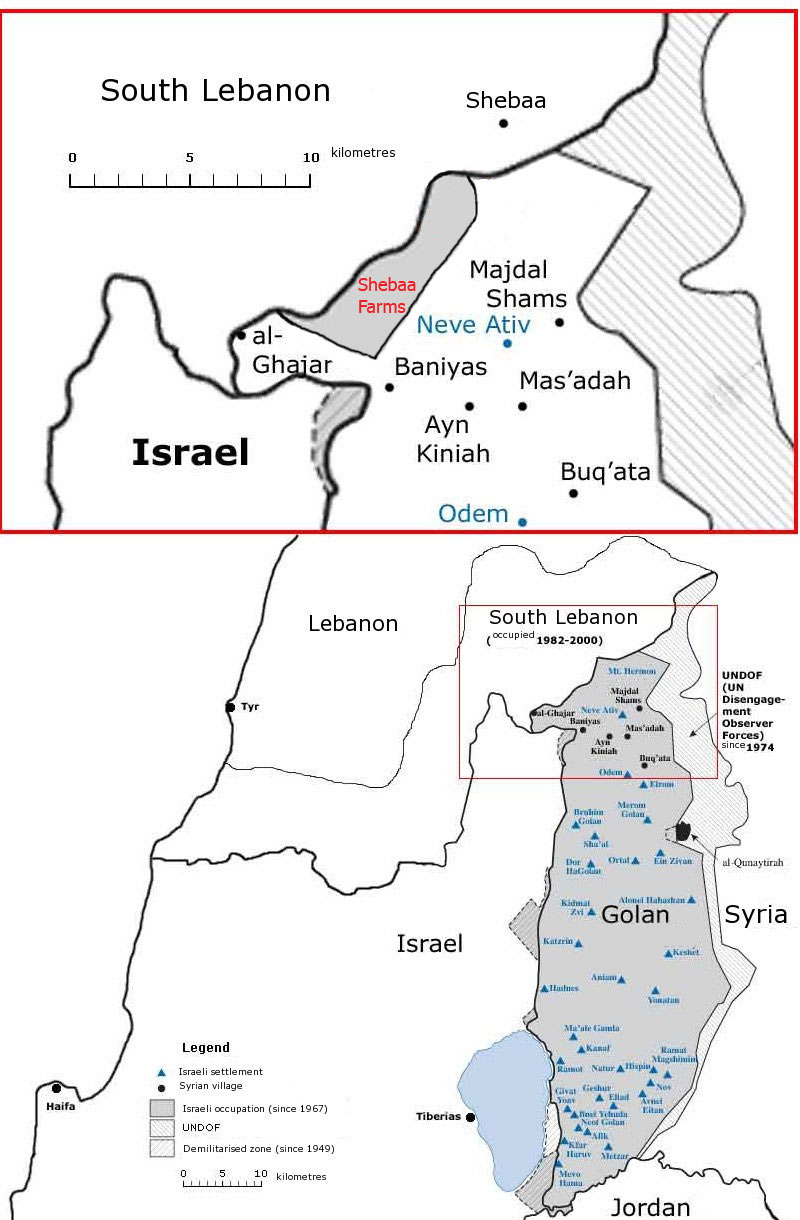
Kaart van de Shebaa-boerderijen

De Shebaa-boerderijen (Arabisch: مزارع شبعا Mazāri‘ Šib‘ā) vormen een klein maar politiek omstreden gebied op de grens tussen de Golanhoogten en het zuiden van Libanon. Het is ongeveer 28 km² groot en ligt op de westflank van de Hermonberg. In 1967 had Israël dit gebied veroverd en in 1981 geannexeerd. Het was toen een deel van de Golanhoogten. Toen het Israëlische leger zich in 2000 uit het zuiden van Libanon terugtrok, hield Israël deze strook land echter in handen.
Er is verschil van mening of het gebied tot Libanon dan wel Syrië behoort. Tijdens het Frans Mandaat voor Libanon en Syrië na de Eerste Wereldoorlog werden de Shebaa-boerderijen door Frankrijk op kaarten aan de Syrische kant van de grens geplaatst. De grens werd echter nimmer plaatselijk onderzocht of in geschreven documenten aangegeven. Het dorpje Ghajar, net zuidelijk van de Shebaa-boerderijen, wordt echter doorsneden door de "Blauwe Lijn" tussen Libanon en Syrië.
Het standpunt van de Verenigde Staten en de Verenigde Naties is dat dit stukje grond tot de Syrische Golanhoogten behoort. Een wetenschappelijk onderzoek van Asher Kaufman van het Harry S. Truman Research Institute van de Hebreeuwse Universiteit van Jeruzalem concludeerde op basis van documenten in Franse overheidsarchieven dat het gebied Libanees is. Volgens deze documenten loopt de grens tussen Libanon en Syrië door Wadi al-'Assal, waarmee dit gebied aan de Libanese kant zouden liggen, ongeveer 2 kilometer van de grens met Syrië. Verder bleek dat de bewoners van het gebied belasting betaalden aan de Libanese autoriteiten en dat de boerderijen eigendom waren van inwoners van het Libanese Shebaa.
Na het bestuderen van 81 verschillende kaarten kwamen de Verenigde Naties tot de conclusie dat er geen bewijs is dat dit gebied met de Shebaa-boerderijen bij Libanon hoort.
Walid Jumblatt, een Libanese druzische politicus en leider van de Progressieve Socialistische Partij, zei in 2005 dat het gebied met de Shebaa-boerderijen niet bij Libanon hoort, maar bij Syrië, maar, dat als Syrië zou vasthouden aan het standpunt dat de Sheeba-boerderijen bij Libanon horen, Libanon zich moest beroepen op de toepassing van Resolutie 452 Veiligheidsraad Verenigde Naties. De relatie tussen Libanon en Israël zou naar zijn mening voortgezet moeten worden op basis van een wapenstilstand.